# Матадор, Джесси
Джесси Каймбанги (англ. Jessy Kimbangi, 27 октября 1982, Киншаса, Демократическая Республика Конго) — певец, больше известен под псевдонимом Джесси Матадор (англ. Jessy Matador), ныне проживает во Франции.

## Биография
Родился в Демократической Республике Конго 27 октября 1982 года, Матадор начинал свою карьеру танцором в 2001. Позже он присоединился к группе "Les cœurs brisés" (Сломанные сердца), с которыми он выступал в США, Демократической Республике Конго, Великобритании, Италии и Канаде.
В 2005 году он решил создать собственную группу, которую назвал "La Sélésao"
В июне 2008-го года группа выпустила свой дебютный сингл "Décalé Gwada", который стал одним из хитов того лета. 24 ноября 2008 года был выпущен альбом Afrikan New Style в новом стиле. Этот стиль включал в себя такие жанры, как зук, дэнсхолл, регги, хип-хоп, Coupe'-De'cale, ndombolo и kuduro.
В декабре 2008 года группа выпустила свой второй сингл "Mini Kawoulé".

## Евровидение 2010
19 февраля 2010 года Джесси Матадор получил право представлять свою страну на международном песенном конкурсе Евровидение-2010 в Осло с песней «Allez Ola Olé». Будучи представителем одной из стран «Большой четверки», Джесси автоматически оказался в финале конкурса, который состоялся в субботу, 29 мая 2010 года. Согласно жеребьевке, представитель Франции выступил под номером 18 из 25 участников финала. В финале занял 12-е место, набрав 82 балла. Также песня «Allez Ola Olé» является гимном сборной Франции по футболу на Чемпионате мира по футболу 2010.

## Дискография

### Альбомы
| Год  | Альбом                                  | Пиковые позиции в чартах | Пиковые позиции в чартах | Пиковые позиции в чартах |
| Год  | Альбом                                  | Флаг Франции             | (DD)                     | Флаг Бельгии             |
| ---- | --------------------------------------- | ------------------------ | ------------------------ | ------------------------ |
| 2008 | Afrikan New Style - Лейбл: Wagram Music | 93                       | -                        | -                        |
| 2010 | Electro Soukouss - Лейбл: Wagram Music  | TBA                      | TBA                      | TBA                      |

### Синглы
| Год  | Title             | Пиковые позиции в чартах | Пиковые позиции в чартах | Пиковые позиции в чартах | Пиковые позиции в чартах | Альбом            |
| Год  | Title             | Флаг Франции             | (DD)                     | Club40                   | (WA)                     | Альбом            |
| ---- | ----------------- | ------------------------ | ------------------------ | ------------------------ | ------------------------ | ----------------- |
| 2008 | Décalé Gwada      | 14                       | -                        | 2                        | 23                       | Afrikan New Style |
| 2009 | Mini Kawoulé      | 16                       | -                        | 1                        | -                        | Afrikan New Style |
| 2009 | Y'a qu'à demander | -                        | -                        | 15                       | -                        | Afrikan New Style |
| 2010 | Allez Ola Olé     | TBA                      | TBA                      | 10                       | TBA                      | Electro Soukouss  |